# Challenger de Ciudad de México 2022
El torneo México City Open 2022 fue un torneo de tenis perteneciente al ATP Challenger Tour 2022 en la categoría Challenger 125. Se trató de la 1.ª edición, el torneo tuvo lugar en la Ciudad de México (México), desde el 4 hasta el 9 de abril de 2022 sobre pista de tierra batida al aire libre.

## Jugadores participantes del cuadro de individuales
| Favorito | País                      | Jugador                 | Rank1 | Posición en el torneo |
| -------- | ------------------------- | ----------------------- | ----- | --------------------- |
| 1        | Bandera de Argentina      | Facundo Bagnis          | 104   | Primera ronda         |
| 2        | Bandera de Argentina      | Tomás Martín Etcheverry | 108   | FINAL                 |
| 3        | Bandera de Estados Unidos | Stefan Kozlov           | 120   | Primera ronda, retiro |
| 4        | Bandera de Eslovaquia     | Andrej Martin           | 128   | Primera ronda         |
| 5        | Bandera de Argentina      | Juan Ignacio Londero    | 130   | Segunda ronda         |
| 6        | Bandera de Estados Unidos | Ernesto Escobedo        | 133   | Primera ronda         |
| 7        | Bandera de Chile          | Nicolás Jarry           | 142   | Semifinales           |
| 8        | Bandera del Reino Unido   | Jay Clarke              | 168   | Segunda ronda         |

- 1 Se ha tomado en cuenta el ranking del 21 de marzo de 2022.

### Otros participantes
Los siguientes jugadores recibieron una invitación (wild card), por lo tanto ingresan directamente al cuadro principal (WC):
- Luis Carlos Álvarez
- Alex Hernández
- Nicolás Jarry

Los siguientes jugadores ingresan al cuadro principal tras disputar el cuadro clasificatorio (Q):
- Mateus Alves
- Nicolás Barrientos
- Nick Chappell
- Elmar Ejupović
- Gilbert Klier Júnior
- Keegan Smith

## Campeones

### Individual Masculino
- Marc-Andrea Huesler derrotó en la final a  Tomás Martín Etcheverry, 6–4, 6–2

### Dobles Masculino
- Nicolás Jarry /  Matheus Pucinelli de Almeida derrotaron en la final a  Jonathan Eysseric /  Artem Sitak, 6–2, 6–3